# John Paska
John Paska, né vers 1948 et mort le 9 août 2024 à Port Moresby, est un avocat et syndicaliste papou-néo-guinéen.

## Biographie
Originaire du village de Pinikidu en Nouvelle-Irlande, il étudie le droit à l'université de Papouasie-Nouvelle-Guinée et devient avocat,. Après avoir été pendant six ans l'adjoint du secrétaire général Lawrence Titimur, de 1992 à 2018 il est à son tour le secrétaire général du Congrès des syndicats de Papouasie-Nouvelle-Guinée (PNGTUC). Il entre à cette fonction à un moment où le Congrès « s'[est] effondré et n'a ni fonds, ni véhicules ni locaux ». Il rétablit le PNGTUC, sans être rémunéré pendant les douze premières années. Dans la première moitié des années 2000, le Congrès bénéficie ainsi d'une coopération avec des organisations syndicales australiennes qui le consolident. Un comité de direction existe à nouveau, les réunions tripartites avec le gouvernement et les représentants d'employeurs ont de nouveau lieu, et le PNGTUC obtient du gouvernement une amélioration des bas salaires ainsi que la ratification des principales conventions de l'Organisation internationale du travail.
En 2001, John Paska fonde et mène le Parti travailliste de Papouasie-Nouvelle-Guinée, qui a pour vocation d'être le représentant politique des organisations syndicales et des travailleurs. Il mène le jeune parti aux élections législatives de 2002, mais les travaillistes n'obtiennent qu'un député, Bob Danaya. Ayant rencontré peu de succès, le parti se dissout après les élections de 2017.
John Paska démissionne de sa fonction de secrétaire général du Congrès en septembre 2018 pour la céder à Clemence Kanau, et est élu président du Congrès. À ce poste, il co-fonde en 2019 avec Clemence Kanau et le député Sam Basil le Parti travailliste unifié, comme nouveau parti politique du Congrès.
Il meurt en août 2024 à l'hôpital général de Port-Moresby, à l'âge de 76 ans.